# Harriet Harman
Harriet Ruth Harman, född 30 juli 1950 i Marylebone i London, är en brittisk politiker (Labour). Hon är ledamot av underhuset för Camberwell and Peckham sedan 1982.
Harman är utbildad statsvetare från University of York. Hon var socialförsäkrings- och kvinnominister 1997–1998 och Solicitor General 2001–2005. I samband med Gordon Browns makttillträde 2007 utnämndes Harman till vice partiledare och ingick även i Browns regering som kvinno- och jämställdhetsminister, underhusledare och lordsigillbevarare. Hon var, efter Labourpartiets förlust i parlamentsvalet 2010 och Browns avgång, tillförordnad partiledare fram tills att Ed Miliband valdes i september 2010. Efter parlamentsvalet 2015 blev hon åter tillförordnad partiledare då Ed Miliband avgick fram till dess Jeremy Corbyn valdes till ny partiledare i september 2015. Hon lämnade då även posten som vice partiledare.